# Inferno (besturingssysteem)
Inferno is een besturingssysteem, uitgevonden door Bell Labs, dat nu ontwikkeld wordt door Vita Nuova Holdings als vrije software.
Inferno is gebaseerd op het besturingssysteem Plan 9 from Bell Labs, ook ontwikkeld door Bell Labs, maar verder uitgebouwd met de kennis die Bell Labs later opgedaan heeft omtrent alles wat rond een besturingssysteem komt kijken (programmeertalen, compilers, graphics enz.). De naam van het besturingssysteem, de meeste programma's die erbij geleverd worden en die van het bedrijf dat Inferno nu ontwikkelt, zijn geïnspireerd op de La Divina Commedia van Dante Alighieri.